# Harinosas

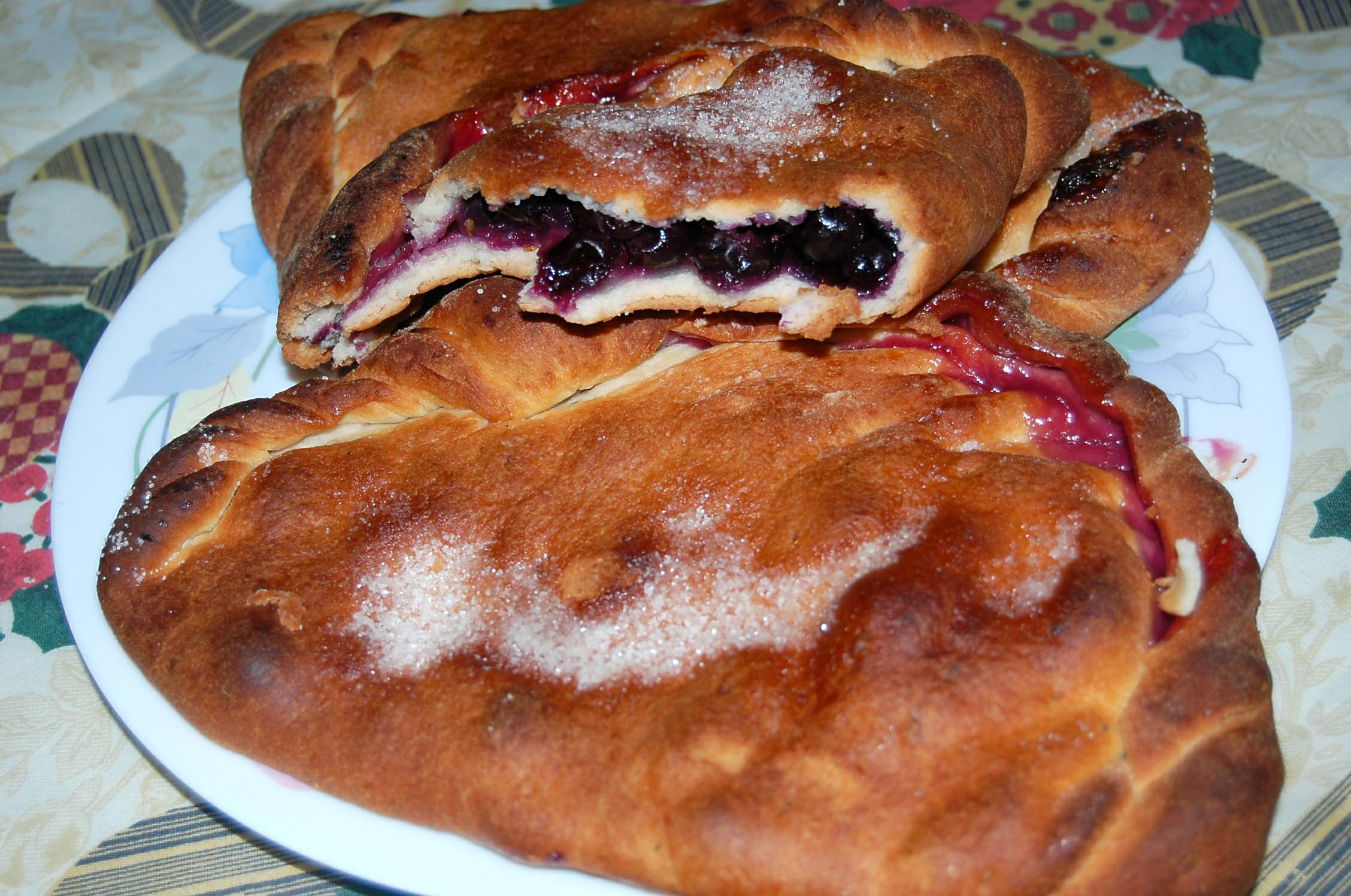
Harinosas, véase las uvas en el interior.

Se denomina harinosa a un bollo dulce relleno con uvas negrillas, uvas pequeñas y ácidas. Es un bollo característico de las provincias castellanas de Guadalajara y Cuenca.

## Modo de preparación
Tan pronto aparecen las uvas negrillas, mes de septiembre, se hacen estos bollos, con aspecto de grandes empanadillas.
Se preparan con masa de pan, mezclándola con aceite templado, aromatizado con cáscara de limón, y anises y se rellena con un buen puñado de uvas, una cucharada de harina para empapar el jugo de las uvas (reventarán con el calor del horno) y una cucharada de azúcar para endulzar el jugo, se cierran doblando y pellizcando los bordes y se van colocando en una placa de horno, se pintan con huevo batido y se cuecen al horno, se comen frías.

## Curiosidades
En algunas zonas también se denominan pasteles o tortadas, podían rellenarse con derivados del cerdo (chorizo, lomo, etc) o con diversos pescados sofritos previamente, constituyendo las harinosas de cuaresma.